# Британски музей
Британският музей (на английски: British Museum) в Лондон е сред най-големите и най-богати музеи в света. През 2013 г. е петият най-посещаван музей в света с близо 6,7 млн. посетители. 

## Началото
Музеят възниква, когато през 1753 г. доктор Ханс Слоън (Sir Hans Sloane, 1st Baronet, 1660 – 1753) преотстъпва на страната си огромната си колекция. Той е бил лекар и учен и е събирал литература и изкуство. Парламентът решава да съхранява тази колекция под името „Британски музей“.
Тогава той се помещава в къща на име Монтагю Хаус в лондонския квартал Блумсбъри и отваря вратите си на 15 януари 1759 г. Поради непрекъснато нарастващия обем на колекцията, а също и поради големия брой посетители, през 1824 г. е решено музеят да се премести в нова, по-голяма, специално построена за него сграда – това е днешната сграда. С годините някои сбирки са изнасяни в други сгради – отново поради липса на място.

## Сградата
Сградата на музея, която е завършена през 1848 г., има квадратни основи. Неин архитект е Роберт Смерк. Той покрива 13,5 акра и осигурява работа на 1200 души. Планирането на вътрешния двор на музея, който обхваща читалнята на някогашната Британска библиотека, е направено от известния съвременен архитект Норман Фостър. Покривът на вътрешния двор е конструкция от стъкло и стомана, която се състои от 1656 двойки стъклени плоскости, и е поставена през 2000 г. Вътрешният двор има площ 7100 m² и е най-големият покрит площад в Европа.

## Фондове
Музеят показва около 6 милиона обекта, които документират културната история на човечеството от най-стари времена до наши дни. Прочут е с египетските мумии, Розетския камък, мраморите на Елгин и други съкровища. Складовете му също са препълнени с произведения на изкуството.
В библиотеката на Британския музей се намират повече от 7 млн. печатни книги, около 105 хиляди ръкописа, повече от 3 хиляди папируса. Тя е част от Британската библиотека.
Първоначално е открит като сбирка на находки от Древен Египет, Древна Гърция, Асирия и други страни. Съвременните колекциите обхващат период от античността, Средновековието и Ренесанса.
В музея има много рисунки, гравюри, медали, монети и книги от различни епохи.
Входът в Британския музей е безплатен. Забавен куриоз е, че на щат в музея се водят 6 котки, които да ловят мишки.
От 1926 г. Британският музей издава списанието „British Museum Quarterly“.
Музеят има 10 раздела (доисторически, египетски, гръцки, римско-британски, средновековен, ренесансов, източен, нумизматичен и др.) и Британската библиотека.
Разделът нумизматика включва монети и медали от различни страни и епохи, включително и древногръцки, древноримски и персийски, а също и кралската колекция на крал Джордж IV.
Обширната етнографска колекция на Британския музей съдържа паметници на културата от Африка, Америка, Океания и др.

## Отдели
- Ранна история и Европа
- Близък изток
- Египет и Судан
- Гръцки и римски антики
- Африка, Океания и Америка
- Монети и медали
- Гравюри и картини

## Забележителни експонати
- мраморите на Елгин: фризове и статуи от Партенона, Атина
- Розетският камък
- египетски мумии
- фризове и статуи от мавзолея на Халикарнас
- Човекът от Линдоу
- сбирката на Марк Аурел Щайн от Централна Азия
- работи на Албрехт Дюрер
- англосаксонските скъпоценности от Сътън Ху
- Хрониката на Набонаид (Nabonaid-Chronik) – Nabu-na'id е последният крал на Нововавилонското царство
- Цилиндърът на Кир, считан за първото общо искане за човешки права